# Hermann Wäger
Hermann Wäger (* 3. Mai 1883 in Döbeln bei Leipzig; † 3. August 1942 in Berlin) war ein deutscher Politiker.

## Leben und Wirken

### Deutsches Kaiserreich (1883 bis 1918)
Hermann Wäger wurde als Sohn eines Arbeiters geboren. Nach dem Besuch der Volksschule in Dresden und des Diakonseminars in Kropp bei Schleswig wurde Wäger zum Krankenpfleger ausgebildet. Um die Jahrhundertwende trat Wäger in die Sozialdemokratische Partei Deutschlands (SPD) ein.
Ab 1905 war Wäger in der sächsischen Landesirrenanstalt tätig, bald darauf arbeitete er bis 1906 als Angestellter des Gemeinde- und Staatsarbeiterverbandes in Dresden. Im Jahr 1906, in dem er auch heiratete, wurde Wäger Gerichtsberichterstatter der Sächsischen Arbeiterzeitung in Dresden (später Dresdner Volkszeitung), für die er bis zum Ausbruch des Ersten Weltkriegs im August 1914 Artikel beisteuerte. Im Krieg kämpfte Wäger von 1914 bis 1918 als Unteroffizier.

### Weimarer Republik und Zeit des Nationalsozialismus (1918 bis 1942)
Im Zuge der Novemberrevolution von 1918 wurde Wäger Mitglied des Soldatenrates von Litauen. Einen Monat später, im Dezember 1918, wurde er zudem als Delegierter des Zentralrates der Soldatenräte der Ostfront (Kowno) Mitglied des Berliner Vollzugsrates der Arbeiter- und Soldatenräte und Delegierter zum 1. Rätekongress in Berlin. Von Dezember 1918 bis April 1919 gehörte er außerdem dem Zentralrat der Deutschen Sozialistischen Republik an. Anschließend amtierte er für vier Monate, bis August 1919, als Leiter der Ermittlungsstelle des Zentralrats.
Von August 1919 bis Juli 1920 war Wäger Beigeordneter des Landespolizeiamts beim Preußischen Staatskommissar für Volksernährung, für den er die Wirtschaftspolizei organisierte. Zwischen August 1920 und 1928 war Wäger Parteisekretär beim zentralen SPD-Parteivorstand in Berlin und Leiter der SPD-Beamtenzentrale sowie Redakteur der Zeitschrift Der Freie Beamte.
Im Oktober 1926 zog Wäger im Nachrückverfahren für den ausgeschiedenen Abgeordneten Richard Fischer nachträglich in den im Dezember 1924 gewählten dritten Reichstag der Weimarer Republik ein, dem er bis zur Neuwahl des Parlamentes im Mai 1928 als Vertreter des Wahlkreises 2 (Berlin) angehörte. Vom Februar 1927 bis ins Jahr 1933 war Wäger erneut Sekretär des Parteivorstandes der SPD. Ferner war er von 1929 bis 1933 Angestellter in der Hausverwaltung des Vorwärts-Verlags in Berlin.
Am 30. Juni 1933 wurde Wäger, wohl auf Veranlassung der Nationalsozialisten, entlassen. Er blieb sechs Jahre lang arbeitslos, in denen er zudem als ehemaliger „Systempolitiker“ unter Polizeiaufsicht stand, bis er 1939 eine Anstellung als Schadenskorrespondent des Versicherungsunternehmens Oskar Schunck KG in Berlin erhielt.

### Nachlass
Der Historiker Eberhard Kolb bekam 1963 einen Teil der persönlichen Papiere Hermann Wägers von dessen Witwe überlassen, die er Ende 1964 dem Bundesarchiv in Koblenz übergab. Die Bemühungen des Archivs, auch die restlichen Unterlagen Wägers von der Familie Wäger zu erhalten blieben erfolglos und wurden 1968 eingestellt. Die von Kolb erhaltenen Unterlagen wurden zunächst unter der Signatur Kleine Erwerbung 454 in der Koblenzer Zweigstelle des Bundesarchivs aufbewahrt. 2008 wurden sie unter der Signatur N 1664 zu einem Nachlass umgebildet, der heute im Koblenzer Endarchiv lagert. Inhaltlich finden sich in ihm Unterlagen und Aufzeichnungen aus den Jahren 1919 bis 1921, vor allem über die Ermordung von Karl Liebknecht und Rosa Luxemburg.